# 牛徑村

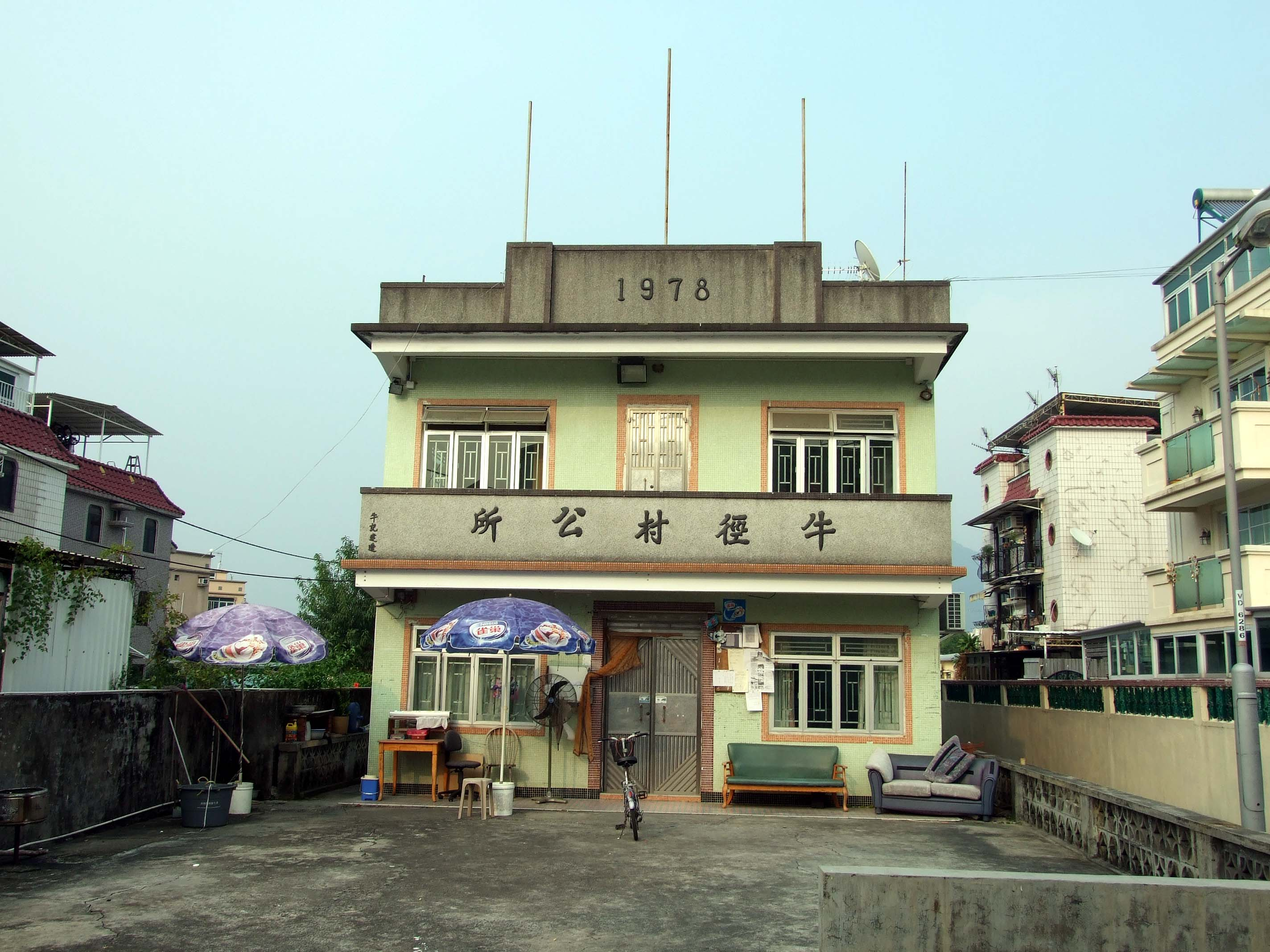
牛徑村公所

牛徑村（英語：Ngau Keng Tsuen）位於新界元朗區八鄉的一個鄉村地區，屬原居民村落，居民主要為李氏與鄭氏之圍頭人。具有悠久的歷史，早於香港開埠以前已有原居民在此居住。

## 風俗

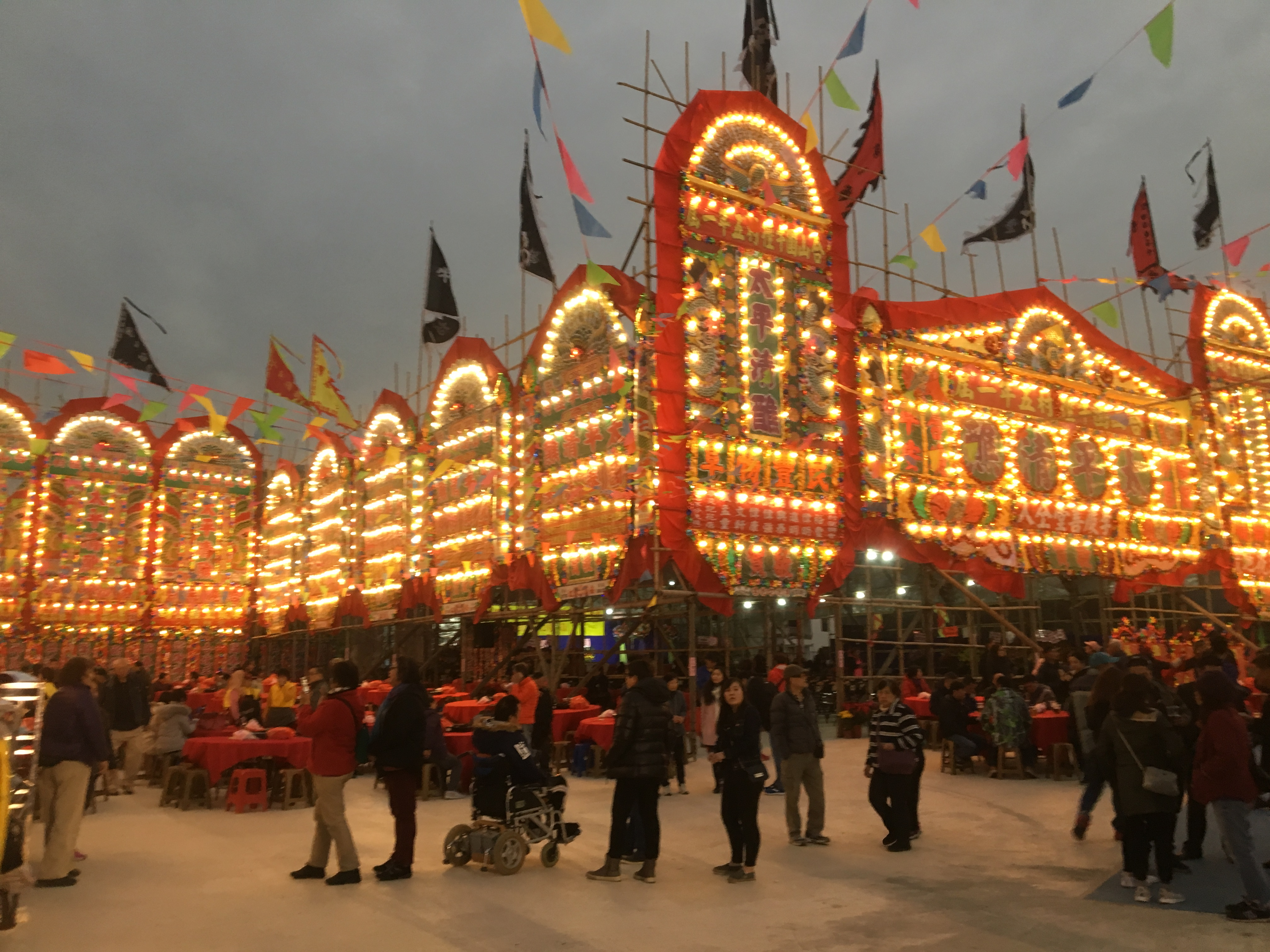
合山圍牛徑村五年一屆太平清醮

### 太平清醮
「合山圍牛徑村五年一屆太平清醮」（最近一屆在2017年舉行）每五年舉辨一次均為三日四夜，村民傾力籌備，僑居海外的村民亦會回鄉參與，打醮期間均需進行齋戒，祈求百業茂盛，降福迎祥，風調雨順，國泰民安。

## 交通
到达的公路有林锦公路、荃锦公路和锦上路。
交通十分便利 往元朗只需10分鐘、往大欖隧道轉車站及錦上路站只需5分鐘。
公共交通工具
九龍巴士64K線   來往元朗(西)及大埔墟站
九龍巴士251A線  來往錦上路站及上村(循環巴士路線)
九龍巴士251B線  來往八鄉路及上村
72號專線小巴    來往元朗及雷公田
23號小巴        來往元朗及上村